# After the Winter (2021)
After the Winter (Originaltitel Poslije zime) ist ein Filmdrama von Ivan Bakrač, das im August 2021 beim Karlovy Vary International Film Festival seine Premiere feierte. Der Film wurde von Montenegro als Beitrag für die Oscarverleihung 2022 in der Kategorie Bester Internationaler Film eingereicht.

## Handlung
Fünf Jugendfreunde aus einer kleinen montenegrinischen Stadt sind nach und nach in verschiedene Ecken des ehemaligen Jugoslawiens gezogen, bleiben aber in Kontakt, da sie sich bewusst sind, dass ihre langjährige Freundschaft weiterhin eine grundlegende Rolle in ihrem Leben spielt.

## Produktion

### Filmstab und Aufbau

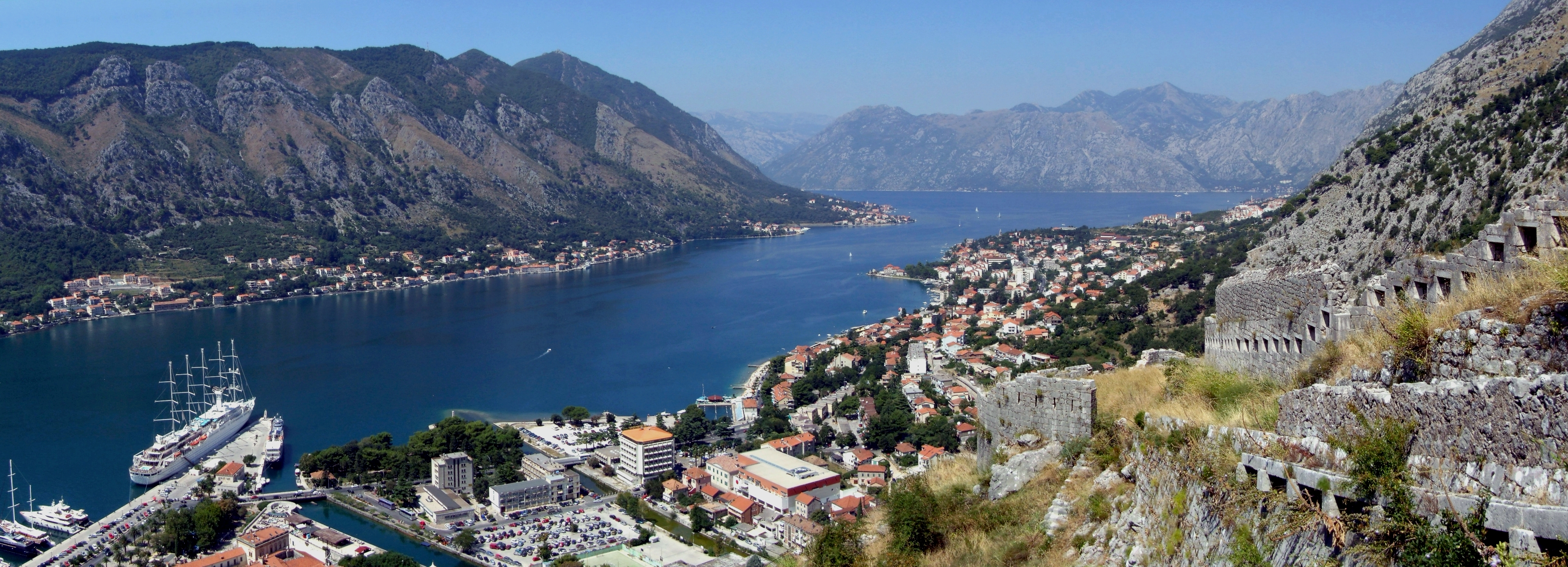
Marija und Jana leben nunmehr in Kotor

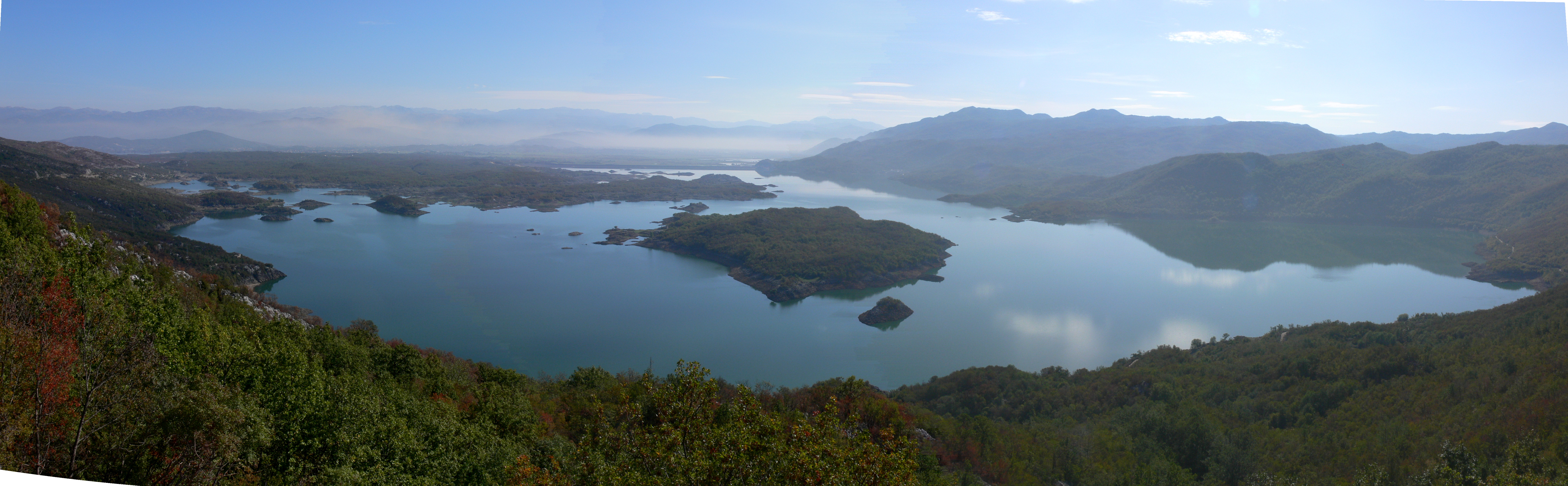
Der abschließende Teil des Films spielt in Nikšić, wo die fünf Freunde aufwuchsen

Regie führte Ivan Bakrač, der gemeinsam mit Vladimir Blaževski auch das Drehbuch schrieb. Es handelt sich nach einem mittellangen Film und zwei Kurzfilmen um sein Langfilmdebüt. Bakrač entwickelte den Film im Rahmen von Berlinale Talents. In Nikšić, der Stadt aus der die fünf Freunde im Film kommen, wurde der Regisseur im damaligen Jugoslawien geboren. Sie ist heute die zweitgrößte Stadt Montenegros. Der Film ist in drei Teile gegliedert. Als erstes wird die Geschichte eines Sommerflirts erzählt, gefolgt von einem Roadtrip von Mladen und Danilo und einem abschließenden Teil, der in Nikšić spielt.

### Besetzung und Dreharbeiten
Die montenegrinischen Schauspieler Momčilo Otašević und Petar Burić sind in den Rollen von Mladen und Danilo zu sehen, die serbischen Schauspielerinnen Ana Vučković, Maja Šuša und Ivona Kustudić spielen Marija, Bubi und Jana.
Die Aufnahmen entstanden an den Handlungsorten, in der Stadt Nikšić und der Hafenstadt Kotor in Montenegro und in den Städten Belgrad und Novi Sad in Serbien. Im August 2021 wurden die Dreharbeiten beendet. Als Kameramann fungierte der in Belgrad geborene Dušan Grubin.

### Filmmusik und Veröffentlichung
Die Filmmusik komponierten die Brüder Alen und Nenad Sinkaus.
Die Premiere erfolgte am 26. August 2021 beim Karlovy Vary International Film Festival. Ende April 2021 wurde er im Cultural Centre of Belgrade gezeigt. Anfang November 2021 wurde er beim Filmfestival Cottbus vorgestellt. Ende April, Anfang Mai 2022 wurde er bei Crossing Europe gezeigt.

## Auszeichnungen
After the Winter wurde von Montenegro als Beitrag für die Oscarverleihung 2022 in der Kategorie Bester Internationaler Film eingereicht. Im Folgenden weitere Nominierungen.
International Film Festival Belgrad 2022
- Nominierung im Hauptwettbewerb[13]

Internationales Filmfestival Karlovy Vary 2021
- Nominierung als Bester Film für den East of West Award (Ivan Bakrač)